# Зеленортска Острва на Летњим олимпијским играма 2004.
Зеленортска Острва су на Олимпијским играма у Атини 2004. учествовала трећи пут као самостална земља.
Зеленортска делегација на Олимпијским играма 2004. у Атиниу имала је троје такмичара 2 мушкарца и 1 жена, који су се такмичили у три спорта. Најстарији учесник у екипи био је троструки учесник олимпијских игара атлетичар Антонио Карлос Пиња са 38 година и 225 дана, а најмлађа ритмичка гимнастичарка Вања Монтеиро са 18 године и 18 дана. Антонио Кралос је најстарији учесник Зеленортких Остраваи данас, а Вању Монтеиро је на играма у Лондону 2012. претекла млађа атлетичарка Lidiane Lopes са 17 година и 337 дана. 
Зеленортски олимпијски тим је остао у групи екипа које нису освојиле ниједну медаљу.
Националну заставу на свечаном отварању Олимпијских игара 2004. носила је ритмичка гимнастичарка Вања Монтеиро.

## Учесници по спортовима
| Спорт               | Мушкарци | Жене | Укупно |
| ------------------- | -------- | ---- | ------ |
| Атлетика            | 1        | 0    | 1      |
| Бокс                | 1        | 0    | 1      |
| Ритмичка гимнастика | 1        | 0    | 1      |
| Укупно (3)          | 2        | 1    | 3      |

## Атлетика

### Мушкарци
| Атлетичар           | Дисциплина | Лични рекорд | Квалификације | Квалификације | Полуфинале | Полуфинале | Финале   | Финале        | Детаљи |
| Атлетичар           | Дисциплина | Лични рекорд | Резултат      | Место         | Резултат   | Место      | Резултат | Место         | Детаљи |
| ------------------- | ---------- | ------------ | ------------- | ------------- | ---------- | ---------- | -------- | ------------- | ------ |
| Антонио Карлос Пиња | Маратон    | 2:23:16      |               |               |            |            | 2:36:22  | 78 / 81 (102) |        |

## Бокс
Бокс на Летњим олимпијским играма 2008 — полутешка за мушкарце
| Боксер         | Дисциплина | Коло 32                       | Коло 16            | Четвртфинале       | Полуфинале         | Финале             | Детаљи |
| Боксер         | Дисциплина | Противник Резултат            | Противник Резултат | Противник Резултат | Противник Резултат | Противник Резултат | Детаљи |
| -------------- | ---------- | ----------------------------- | ------------------ | ------------------ | ------------------ | ------------------ | ------ |
| Флавио Фуртадо | Полутешка  | Стјуардсон Канада · И 20 : 36 | Није учествовао    | Није учествовао    | Није учествовао    | Није учествовао    |        |

## Ритмичка гимнастика
| Гимнастичарка | Дисциплина  | Квалификације | Квалификације | Квалификације | Квалификације | Квалификације | Квалификације | Финале            | Финале            | Финале            | Финале            | Финале            | Финале            | Детаљи |
| Гимнастичарка | Дисциплина  | Вијача        | Обруч         | Чуњеви        | Трака         | Укупно        | Место         | Вијача            | Обруч             | Чуњеви            | Трака             | Укупно            | Место             | Детаљи |
| ------------- | ----------- | ------------- | ------------- | ------------- | ------------- | ------------- | ------------- | ----------------- | ----------------- | ----------------- | ----------------- | ----------------- | ----------------- | ------ |
| Вања Монтеиро | појединачно | 18.050 (24)   | 18.550 (23)   | 18.400 (23)   | 16,900 (23)   | 71.900        | 24 / 24       | Није се пласирала | Није се пласирала | Није се пласирала | Није се пласирала | Није се пласирала | Није се пласирала |        |